# ジャレド・タレント
ジャレド・タレント（Jared Tallent、1984年10月17日 - ）は、オーストラリアの陸上競技選手。2008年北京オリンピック、2012年ロンドンオリンピックの金メダリストである。ビクトリア州バララット出身。

## 経歴
タレントは、2006年に地元ビクトリア州のメルボルンで行われたコモンウェルスゲームズで銅メダルを獲得。2007年の大阪で開催された世界選手権の20km競歩ではメダル争いに加わる健闘を見せたが失格となった。
タレントは、2008年に20km競歩の自己ベストを1時間19分41秒まで伸ばすと、8月に開催された北京オリンピックでは、自己ベストに1秒まで迫る1時間19分42秒で銅メダルを獲得した。さらに1週間後、50km競歩に出場。3時間39分27秒で、イタリアのアレックス・シュバーツァーに次いで銀メダルを獲得。競歩種目としてはオリンピック史上4人目の同大会20km、50kmメダリストとなった。オーストラリアの陸上競技選手で、1大会で複数のメダルを獲得したのは、1972年ミュンヘンオリンピック女子100m、200mでメダルを獲得したレリーン・ボイル以来の快挙となった。

## 自己ベスト
- 20km競歩 - 1時間19分15 (2010年)
- 50km競歩 - 3時間36分53 (2012年)

## 主な実績
| 年   | 大会                   | 場所                       | 種目     | 結果 | 記録          |
| ---- | ---------------------- | -------------------------- | -------- | ---- | ------------- |
| 2004 | IAAFワールドカップ競歩 | ナウムブルク(ドイツ)       | 20km競歩 | 75位 | 1時間30分01秒 |
| 2005 | 世界陸上選手権         | ヘルシンキ(フィンランド)   | 20km競歩 | 18位 | 1時間23分42秒 |
| 2006 | コモンウェルスゲームズ | メルボルン(オーストラリア) | 20km競歩 | 3位  | 1時間23分32秒 |
| 2006 | IAAFワールドカップ競歩 | ア・コルーニャ(スペイン)   | 20km競歩 | 14位 | 1時間21分36秒 |
| 2007 | 世界陸上選手権         | 大阪(日本)                 | 20km競歩 | -    | DQ            |
| 2008 | IAAFワールドカップ競歩 | チェボクサル(ロシア)       | 20km競歩 | 10位 | 1時間19分48秒 |
| 2008 | オリンピック           | 北京(中華人民共和国)       | 20km競歩 | 3位  | 1時間19分42秒 |
| 2008 | オリンピック           | 北京(中華人民共和国)       | 50km競歩 | 2位  | 3時間39分27秒 |
| 2011 | 世界陸上選手権         | 大邱(韓国)                 | 50km競歩 | 3位  | 3時間43分36   |
| 2012 | オリンピック           | ロンドン(イギリス)         | 50km競歩 | 1位  | 3時間36分53   |
| 2013 | 世界陸上選手権         | モスクワ(ロシア)           | 50km競歩 | 3位  | 3時間40分03   |
| 2015 | 世界陸上選手権         | 北京(中国)                 | 50km競歩 | 2位  | 3時間42分17秒 |